# Logistiker EFZ

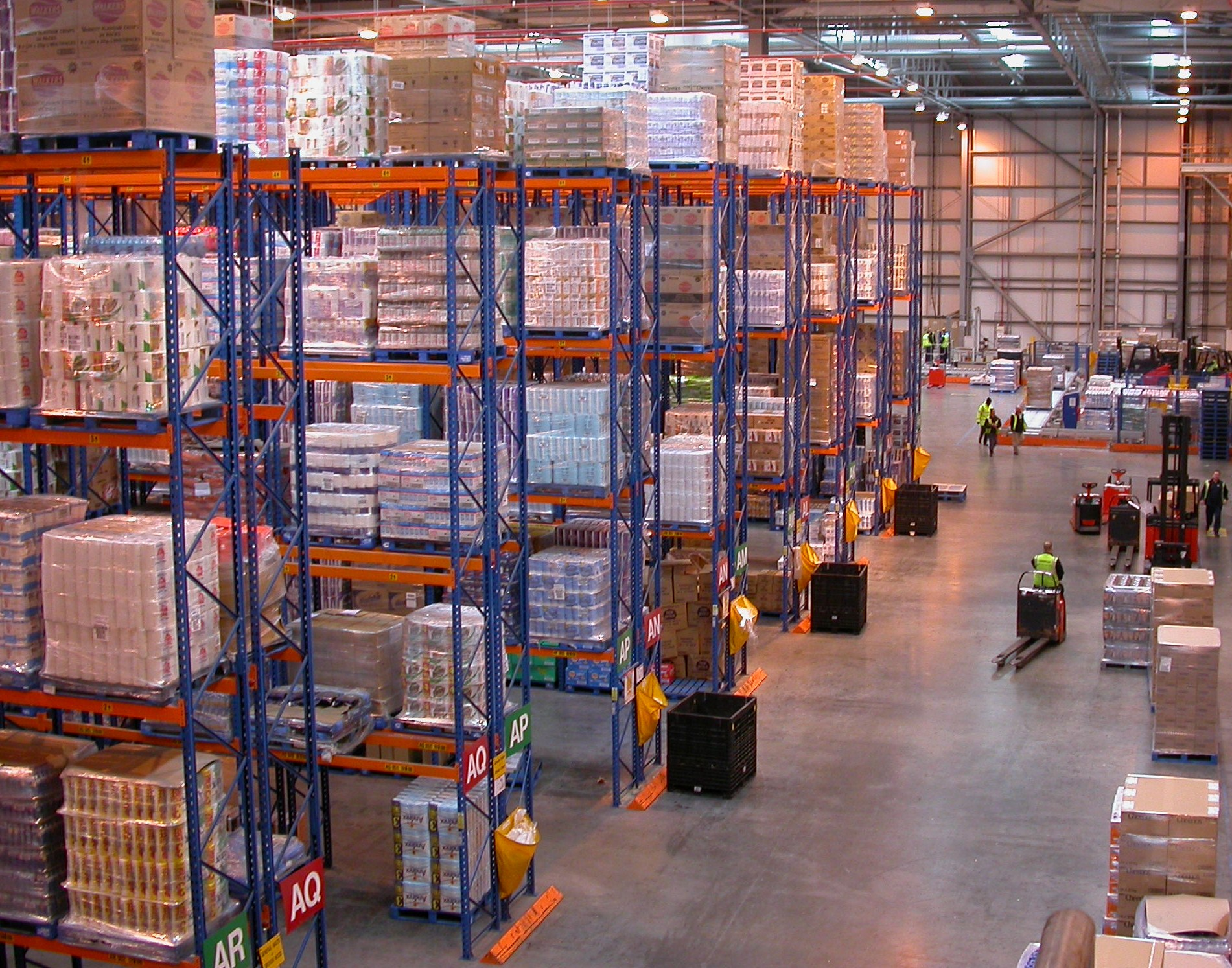
Logistiker sorgen für die effiziente Nutzung von Hochregallagern

Der Logistiker EFZ ist in der Schweiz ein Ausbildungsberuf.
Die Ausbildung dauert 3 Jahre und findet gleichzeitig im Lehrbetrieb, in der Berufsfachschule und in überbetrieblichen Kursen statt.
Der Logistiker EFZ ist aus dem Logistikassistent (Reglement von 2001) hervorgegangen, welche wiederum aus den Lehrberufen Postangestellte (Reglement von 1997) und Lageristen (Reglement von 1986) hervorging.

## Berufsfeldbereiche
Die Berufsfeldbereiche sind Distribution, Lager und Verkehr.
Alle Logistiker aller Berufsfeldbereiche werden im Führen von Flurförderzeugen unterwiesen.

### Distribution

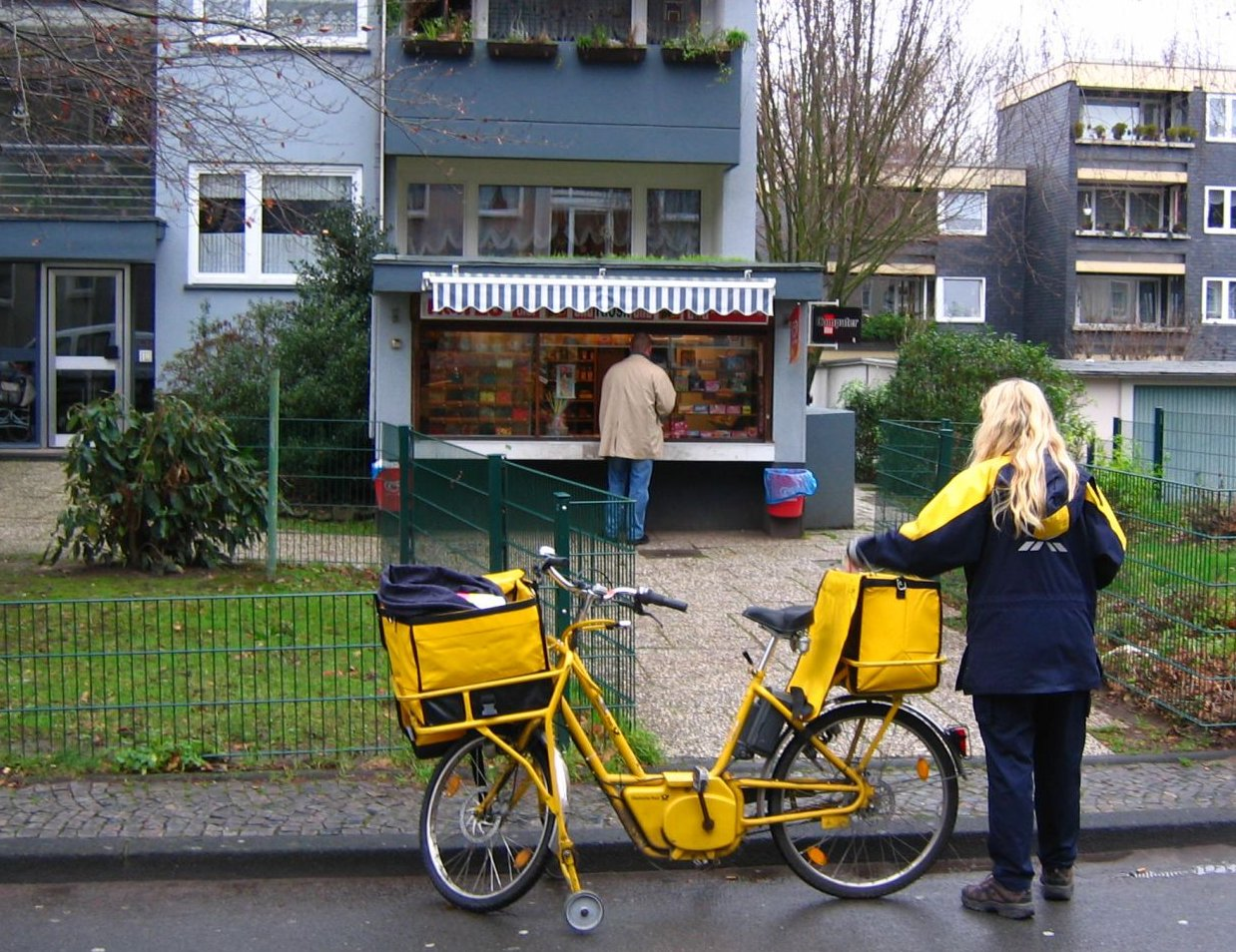
Warenzustellung

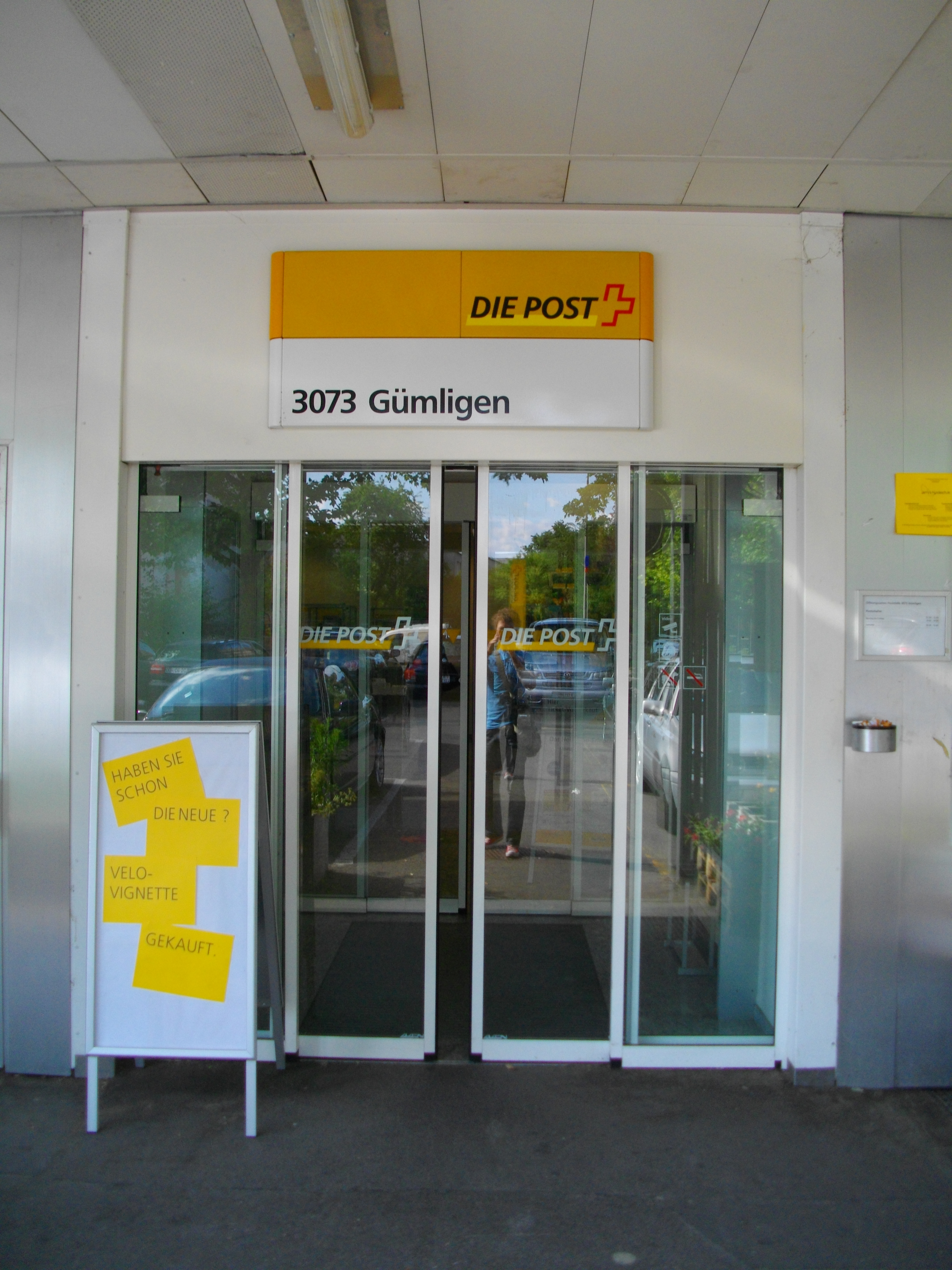
Kundendienst in der Filiale

Der Berufsfeldbereich Distribution wird z. B. bei der Post ausgebildet und ersetzt dort den Lehrberuf des Postangestellten. Die Umgangssprachliche Bezeichnung «Briefträger» beschreibt dabei eine, aber nicht alle Tätigkeiten des Logistikers Distribution. Kundenkontakt ist dabei selbstverständlich.
Bei diesem Berufsfeldbereich gehört auch die Ausbildung mit einem «Distribution gebräuchlichen Motorfahrzeuges» (z. B. Roller oder Auto) dazu.

### Lager
Der Berufsfeld Bereich Lager wird z. B. bei grösseren Industriefirmen, Lebensmittelhandel, Getränkeherstellern angeboten.
Zu diesem Berufsfeldbereich gehört die Warenannahme, Lagerverwaltung, Nachbestellung von Material, Vorbereitung für Auslieferung usw.
Je nach Betrieb gehört auch Kundenkontakt oder innerbetrieblicher Transport dazu.

### Verkehr

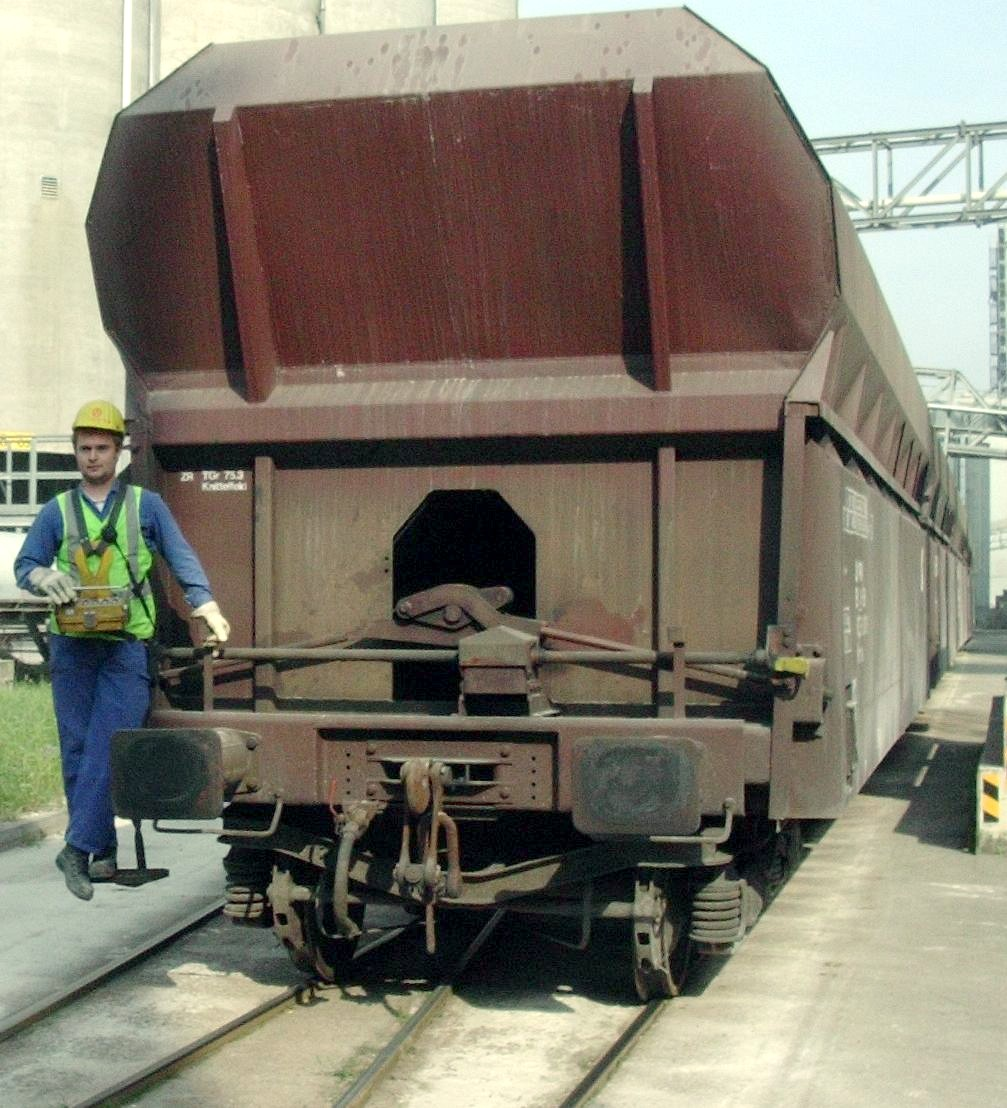
Rangieren eines Güterzuges

Der Berufsfeldbereich Verkehr wird vom öffentlichen Verkehr z. B. bei den SBB angeboten.
Mögliche Arbeitsgebiete: z. B. Gepäck- und Rangierdienst

## Voraussetzungen
- Volksschulsabschluss
- teilweise Mindestalter 17 Jahre[1]

## Ablauf der Ausbildung

### Berufsfachschule
Die Berufsfachschule wird einen Tag pro Woche besucht und hat folgende Inhalte:
- Berufskunde (Grundlagen Logistik, Arbeitsprozesse, Kundendienst)
- Allgemeinbildung
- Deutsch (nur EFZ)
- Rechtskunde (nur EFZ)
- Informatik (nur EFZ)
- Sport
- Mathematik

Der parallele Besuch der Berufsmittelschule ist möglich.

### Überbetriebliche Kurse
Die überbetrieblichen Kurse umfassend mindestens 16 und höchstens 20 Tage zu 8 Stunden.

## Weiterbildungsmöglichkeiten
- Berufsprüfungen z. B.
  - Logistikfachmann mit eidg. Fachausweis
- Höhere Fachprüfungen z. B.
  - Logistikleiter, diplomierter
- Technikerschule
- Fachhochschule (wenn Berufsmatur vorhanden)